# Варніца (Прахова)
Варніца (рум. Varnița) — село у повіті Прахова в Румунії. Входить до складу комуни Ширна.
Село розташоване на відстані 42 км на північ від Бухареста, 16 км на південний захід від Плоєшті, 97 км на південь від Брашова.

## Населення
За даними перепису населення 2002 року у селі проживали 966 осіб, з них 965 осіб (99,9%) румунів. Усі жителі села рідною мовою назвали румунську.